# ミハイル・パヴロヴィチ・ベストゥージェフ＝リューミン

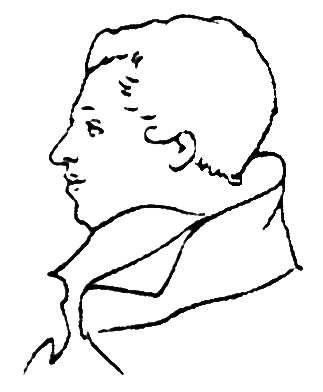
ミハイル・ベストゥージェフ＝リューミン（A.イワノフスキー画）

ミハイル・パヴロヴィッチ・ベストゥージェフ＝リューミン（ロシア語: Михаи́л Па́влович Бесту́жев-Рю́мин, ラテン文字転写: Mikhail Pavlovich Bestuzhev-Ryumin, 1801年6月4日 - 1826年7月25日（ユリウス暦7月13日））は、帝政ロシアの軍人、革命家。ロシア帝国陸軍大佐。いわゆるデカブリスト（十二月党）の指導者で、デカブリストの乱の首謀者の一人として処刑された。5人の刑死者中、最年少。
ニージニー・ノヴゴロド県（グベルニヤ）に生まれる。父親は同県のゴルバトフ市長を務めた貴族で、ベストゥージェフ＝リューミン家は、640人の農奴とモスリン工場を所有する当時のロシアにあっては標準的な貴族であった。
1818年軍に入り、近衛騎兵連隊、セミョーノフスキー連隊に配属される。所属していたセミョーノフスキー連隊で反乱事件が起こると、ポルタヴァの歩兵連隊に転属を命ぜられる。1824年ポルタヴァ連隊で中尉(Poruchik)に昇進する。
これに先立つ1823年パーヴェル・ペステリ大佐らを中心にして結成された、デカブリストの秘密結社「南方結社」に参加する。南方結社ではセルゲイ・ムラヴィヨフ＝アポストル中佐を補佐し、キエフとカメンカでの会合に参加するとともに、「統一スラブ派」に所属してポーランド人秘密結社との連絡役を務めた。また、兵士と地元農民向けにデカブリストの宣言を起草している。ベストゥージェフ＝リューミンは、粗末な服を着て、ツァーリズム打倒を説いて廻っていた。ベストゥージェフ＝リューミンは、共和国樹立、皇帝とロマノフ家の全皇族の処刑を唱えるなど、デカブリストの間でも最も急進派、過激派であった。一方、後世の作家からは、同時代人によって道化と見做されたとして、格好の題材を提供した。ゴーゴリは、1836年に発表した『検察官』(The Inspector General)に登場させている。
1825年デカブリストの乱が起こり、ペテルブルクの同志の蜂起が鎮圧されると、1825年12月27日ムラヴィヨフ＝アポストルを補佐して、チェルニゴフ連隊の蜂起に参加した。しかし、政府軍によって蜂起は鎮圧され、1826年1月3日に逮捕、拘禁された。1月20日ペテルブルクに移送され、特別法廷でペステリ、ピョートル・カホフスキー、コンドラチイ・ルイレーエフ、ムラヴィヨフ＝アポストルの4人とともに首謀者とされ、四つ裂き刑を宣告されたが、後に絞首刑に変更された。1826年7月25日、ペトロパヴロフスク要塞で刑が執行され、遺体は、ペテルブルク・コロデイ島に秘密裏に葬られた。